# 김민구 (농구 선수)
김민구(1991년 6월 24일 ~ )는 대한민국의 농구 선수이며 포지션은 가드이다.소속팀은 울산 현대모비스이고 주특기는 3점슛이다.
2013년 KBL 드래프트에서 1라운드 2순위로 전주 KCC 이지스에 지명됐다.
김민구는 3점슛이 장점인 선수이다. 특히 드리블이 굉장히 빨라 레이업슛에도 강한 면모를 가지고있다.
2019년 5월 30일 박지훈을 상대로 원주 DB 프로미로 트레이드되어 이적하였다.
2021년 울산 현대모비스를 끝으로 젊은나이에 은퇴를 결정하였다.

## 음주운전 사건
2014년 6월 7일 새벽 3시 6분 경 지인들과 술을 마신 후, 자신의 차를 운전하여 서울 강남 테헤란로에서 삼성교 방향으로 향하던 중 신호등을 들이받아 머리와 무릎, 고관절에 선수생활에 위기가 될 수 있는 큰 부상을 입었다.
이후 서울 아산병원으로 이송되어 입원 후 치료중에 있으며, 농구 월드컵 국가대표 엔트리에서 탈락하였다.

## 수상
- 2013년 제27회 FIBA 아시아 선수권 대회 베스트 5
- 2013년 제3회 EABA 동아시아남자농구선수권대회 우승
- 2012년 KB국민은행 대학농구리그 비계량부문 정규시즌 MVP

## 경력
- 2013년 제27회 FIBA 아시아 선수권 대회 국가대표
- 2013년 제3회 EABA 동아시아남자농구선수권대회 국가대표

## 출신 학교
- 매산초등학교
- 삼일중학교
- 삼일상업고등학교
- 경희대학교